# Clifton Davis
Clifton Duncan Davis (Chicago, 4 oktober 1945) is een Amerikaanse zanger, songwriter, acteur, schrijver en predikant.
Davis schreef The Jackson 5 nummer 2-hit Never Can Say Goodbye in 1971. Hij verscheen op Broadway in de musicals Two Gentlemen of Verona en Aladdin. Davis speelde in de televisieprogramma's That My Mama, Amen, Madam Secretary en vele anderen. Hij organiseerde de Stellar Gospel Music Awards, Gospel Superfest en Lifestyle Magazine. Davis verscheen in de spelshows Match Game en Pyramid en verscheen ook in veel films.
Davis is een predikant van een baptistenkerk en heeft ook vele jaren een interkerkelijke bediening gehad. Hij is vele malen te gast geweest op het Trinity Broadcasting Network. Davis schreef een hoofdstuk in het boek Chicken Soup for the Teenage Soul. Onder de titel A Mason-Dixon Memory vertelt het over het racisme dat hij ervoer toen hij opgroeide.

## Biografie
Davis werd geboren als zoon van de verpleegster Thelma van Putten Langhorn en de baptistenpredikant Toussaint L'Ouverture Davis. Hij groeide op in Mastic (New York). Clifton Davis studeerde af aan Pine Forge Academy. In een stuk dat hij schreef voor Chicken Soup for the Teenage Soul, beschreef hij het racisme dat hij meemaakte toen hij opgroeide tijdens het pre-Civil Rights Act of 1964-tijdperk.
Voordat hij bekendheid verwierf in acteren, werkte Davis als songwriter. De meest beroemde compositie was The Jackson 5 nummer 2-hit Never Can Say Goodbye. Hij verscheen op Broadway als Valentine in Galt MacDermot en John Guare's musical Two Gentlemen of Verona, gebaseerd op de Shakespeare-komedie met die naam. Hij speelde als kapper Clifton Curtis halverwege de jaren 1970 in de tv-show That My Mama met Theresa Merritt, Theodore Wilson en Ted Lange.
Davis' romantische interesse in zangeres en Broadway-vertolkster Melba Moore leidde tot zijn co-hoofdrol in haar muzikale variëté-tv-show. Later had hij een gastoptreden in de derde aflevering van het eerste seizoen van The Bobby Vinton Show in september 1975, waar hij I'm Got The Music In Me en Never Can Say Goodbye zong. Hij zong met succes de Poolse teksten met Vinton in het themalied My Melody of Love van de show.
Davis was een drievoudige hartbypass-overlevende en nam deel aan de 'Superstars'-sportwedstrijden voor beroemdheden uit de jaren 1970, naast verschillende optredens in de populaire beroemde spelshow Match Game. Hij verscheen ook in de film Scott Joplin uit 1977. Davis trad ook op in verschillende incarnaties van de spelshow Pyramid van begin jaren 1970 tot begin jaren 1990. Van 1986 tot 1991 speelde Davis samen met Sherman Hemsley als dominee Ruben Gregory in de NBC sitcom Amen, die vijf seizoenen liep. Davis bracht in 1991 de veelgeprezen (en nu moeilijk te vinden) studio-opname Say Amen uit bij Benson Records. Hij speelde ook de burgemeester van Miami in de film Any Given Sunday uit 1999. Davis heeft zijn toneelwerk voortgezet, met in de hoofdrol in Toronto en op Broadway in Aladdin, waar hij de sultan van Agrabah speelde.

### Als predikant
Davis heeft een Bachelor of Arts in theologie van de Oakwood University en een Master of Divinity-diploma van de Andrews University. Van 1987 tot 1989 was hij geassocieerd predikant van de Loma Linda University SDA Church in Zuid-Californië. De afgelopen vijfentwintig jaar was Davis een actief lid van Youthville, een organisatie voor kinderdiensten. Hij diende als medeoprichter en medepredikant van het Welcome Christian Center in Huntington Beach, (Californië). Davis is een bevoegd predikant in de St. Luke Baptist Church, New York, New York. Hij heeft meer dan 30 jaar een interkerkelijke bediening gehad. Davis heeft gediend als nationale woordvoerder en voorzitter van de adviesraad. Hij is de ceremoniemeester en gastheer van The Most Soulful Sound, een jaarlijkse gospelkoorwedstrijd in Raleigh (North Carolina). Davis organiseert ook een jaarlijks sterrengolftoernooi in Elizabeth City aan de Elizabeth City State University, waar hij diende als vice-kanselier voor institutionele vooruitgang. Sinds eind 2005 bekleedde Davis de functie van uitvoerend directeur van Welcome America, een organisatie zonder winstoogmerk in Philadelphia (Pennsylvania), die elk jaar de grootste viering van vier juli in de natie organiseert. Hij is een frequente gast en gastheer op het Trinity Broadcasting Network. Davis organiseerde ook het Gospel Superfest tv-programma van 2000 tot 2008, dat wordt gesyndiceerd door United Television. Hij is de auteur van de autobiografische studie A Mason-Dixon Memory, waarin hij zijn ervaringen vertelt als een achtste klasser die vooroordelen behandelde tijdens een reis naar een zuidelijke staat.

## Filmografie

### Televisie
- 1971:	A World Apart als Matt Hampton (1 aflevering)
- 1972:	The Melba Moore-Clifton Davis Show als co-gastheer (series)
- 1973:	Love Story als James Monroe	(aflevering A Glow of Dying Embers)
- 1973: Police Story als Mark Randolph (aflevering The Ho Chi Minh Trail)
- 1977:	Police Story als Ed Webber (aflevering The Malflores)
- 1974–1975: That's My Mama als Clifton Curtis (hoofdrol, 39 afleveringen)
- 1977:	Scott Joplin als Louis Chauvin (film)
- 1977:	Superdome als P.K. Jackson (film)
- 1977:	Vega$ als Leon Hazlett (aflevering: The Eleventh Event)
- 1978:	Cindy als Captain Joe Prince (film)
- 1980:	The Love Boat als Mr. Reeves (aflevering: Invisible Maniac)
- 1980:	The Littlest Hobo als Phil McLean (aflevering: Licence to Steal)
- 1980:	The Night the City Screamed als Arnold Clements (film)
- 1981:	Don't Look Back: The Story of Leroy 'Satchel' Paige als Cool Papa Bell (film)
- 1986–1991: Amen als Reverend Reuben Gregory (hoofdrol, 110 afleveringen)
- 1989:	Dream Date als Bill Fairview (film)
- 1990–1994: Stellar Gospel Music Awards als co-gastheer (specials)
- 1993:	The John Larroquette Show als Con Artist (aflevering: Pros and Cons)
- 1996:	The Jamie Foxx Show als Charles (aflevering: Seems Like Old Times)
- 1997:	Living Single als Harrison Cushmore	(aflevering: Mother Inferior)
- 1997:	Sparks als predikant Alexander (aflevering: It's the Gospel)
- 1997:	Malcolm & Eddie als Leonard Larson (aflevering: Club Story)
- 1997:	Party of Five als Martin Wilcox (aflevering: Point of No Return)
- 1997:	Grace Under Fire als Dr. Swanson (aflevering: Sam's Dad)
- 1997:	The Sentinel als President Lemec (aflevering: Fool Me Twice)
- 1997:	The Gregory Hines Show als Pauley's Father (aflevering: Three's Not Company)
- 1998:	Any Day Now als Councilman Lyle Hammond (aflevering: No Comment)
- 1999:	In the House als Ted Miller	(2 afleveringen)
- 2000:	City of Angels als Dr. Langston Ellis (aflevering: Bride and Prejudice)
- 2000–2008: Gospel Superfest als gastheer
- 2001:	Lifestyle Magazine als gastheer (series)
- 2002:	American Dreams als Alvin Lewis (aflevering: The Home Front)
- 2004:	Half & Half als predikant David Adams (aflevering: The Big Practice What You Preach Episode)
- 2012:	Political Animals als reporter (miniseries; aflevering: Pilot)
- 2012:	Mr. Box Office als rechter(aflevering: Pilot)
- 2013:	The First Family als Clayton (aflevering: The First Triangle)
- 2015–heden: Madam Secretary als Ephraim Ware, directeur van de nationale inlichtingendienst (terugkerende rol)
- 2017:	Iron Fist als Lawrence Wilkins (terugkerende rol)
- 2017:	The Good Fight als Anthony Spiegel (aflevering: Not So Grand Jury)
- 2018:	New Amsterdam als Pierre Pampil (aflevering: Rituals)
- 2018:	Blue Bloods als inspecteur Azoulay (aflevering: Mind Games)
- 2019:	Godfather of Harlem als Elijah Muhammad (TBA)

### Film
- 1972:	Together for Days als Gus
- 1974:	Lost in the Stars als Absalom
- 1999:	Any Given Sunday als Mayor Tyrone Smalls
- 2001:	Kingdom Come als Charles Winslow
- 2001:	Max Keeble's Big Move	Supt. Bobby 'Crazy Legs' als Knebworth
- 2001:	The Painting als Thomas Ayers
- 2004:	Halloweentown High als Principal Phil Flannagan
- 2006:	The Engagement: My Phamily BBQ 2 als Uncle Joe
- 2007:	Cover	D.A. als Simmons
- 2012:	What My Husband Doesn't Know als Franklin
- 2013:	God's Amazing Grace... Is Just A Prayer Away als Wilbert Richardson

- Bibliothèque nationale de France: cb14169512p (data)
- International Standard Name Identifier: 0000 0000 5518 7432
- Library of Congress Control Number: n91066624
- MusicBrainz: 48a6b5b0-7400-465c-82d2-159ecd840875
- Nationale Bibliotheek van Israël: 987007322181905171
- SNAC: w61r6rsd
- Virtual International Authority File: 59293539
- WorldCat: E39PBJv4qQrx6VftrKvddKTGpP